# Багмара (подокруг)
Багмара (бенг. বাঘমারা, англ. Bagmara) — подокруг на северо-западе Бангладеш. Входит в состав округа Раджшахи. Образован в 1963 году. Административный центр — город Багмара. Площадь подокруга — 363,30 км². По данным переписи 1991 года численность населения подокруга составляла 282 520 человек. Плотность населения равнялась 778 чел. на 1 км². Уровень грамотности населения составлял 22,9 %. Религиозный состав: мусульмане — 94,43 %, индуисты — 5,49 %, прочие — 0,08 %.